# Nanzdiezweiler
Nanzdiezweiler ist ein Ortsteil der im rheinland-pfälzischen Landkreis Kusel liegenden Ortsgemeinde Nanzdietschweiler und innerhalb dieser mit rund 520 Einwohnern der größte Ortsteil. Bis 1969 war das Haufendorf eine selbständige Gemeinde. Es verfügt jedoch nicht über den rechtlichen Status als Ortsbezirk.

## Lage
Nanzdiezweiler befindet sich im östlichen Teil der Ortsgemeinde am orografisch rechten Ufer des Glan am südwestlichen Rand des Nordpfälzer Berglandes, das in diesem Bereich in den Landstuhler Bruch übergeht. Durch den Ort fließt der Maulschbach, der in den Glan mündet. Die Gemarkung beträgt 350,16 Hektar.

## Geschichte
Die Gemarkung von Nanzdiezweiler war ursprünglich Teil der Nachbargemeinden Dietschweiler und Nanzweiler. Das Kloster Hornbach bekam denjenigen Teil links des Glans, die rechte Seite blieb im Besitz des Heiligen Römischen Reiches. Später gelangte der rechtsseitige Teil der beiden Dörfer in den Besitz der Kurpfalz.
Von 1798 bis 1814, als die Pfalz Teil der Französischen Republik (bis 1804) und anschließend Teil des Napoleonischen Kaiserreichs war, war das Gebiet Teil des Kantons Landstuhl im Departement Donnersberg. Im Jahr 1816 wechselte es in das Königreich Bayern. Während dieser Zeit wurde das Siedlungsgebiet rechts des Glans zur neuen Gemeinde Nanzdiezweiler zusammengefasst.
Im Zuge der rheinland-pfälzischen Verwaltungsreform wurde Nanzdiezweiler mit den Nachbarorten Nanzweiler und Dietschweiler zur neuen Ortsgemeinde Nanzdietschweiler zusammengefasst; die neu gebildete Gemeinde, deren drei Rechtsvorgänger zuvor Teil des Landkreises Kaiserslautern gewesen waren, wechselten zeitgleich in den Landkreis Kusel. Der Name der neuen Gemeinde setzt sich dabei aus Elementen aller drei Ortsteile zusammen. Dort bildet er jedoch keinen Ortsbezirk, sodass ebenso wenig ein Ortsbeirat existiert.

## Wappen
| Wappen von Nanzdiezweiler | Blasonierung: „In geteiltem Schild oben von Silber und Blau gerautet, unten von Gold und Schwarz gespalten, darin ein halbes Mühlrad in verwechselten Farben.“                                                                             |
| Wappen von Nanzdiezweiler | Wappenbegründung: Der obere Teil des Wappens weist auf die frühere Zugehörigkeit zur Kurpfalz und später zu Bayern hin. Das Mühlrad steht für den Mühlenbetrieb am Glan, der vor Ort früher eine große wirtschaftliche Rolle gespielt hat. |

## Einwohnerentwicklung
1928 hatte Nanzdiezweiler 451 Einwohner, von denen 243 katholisch und 208 evangelisch waren und die in 71 Wohngebäuden lebten. Zum Zeitpunkt der Eingemeindung war die Einwohnerzahl auf 593 angestiegen. In der Folgezeit ging die Zahl wie fast überall in der Westpfalz zurück; so lebten 2007 nur noch 519 Menschen vor Ort.

## Infrastruktur

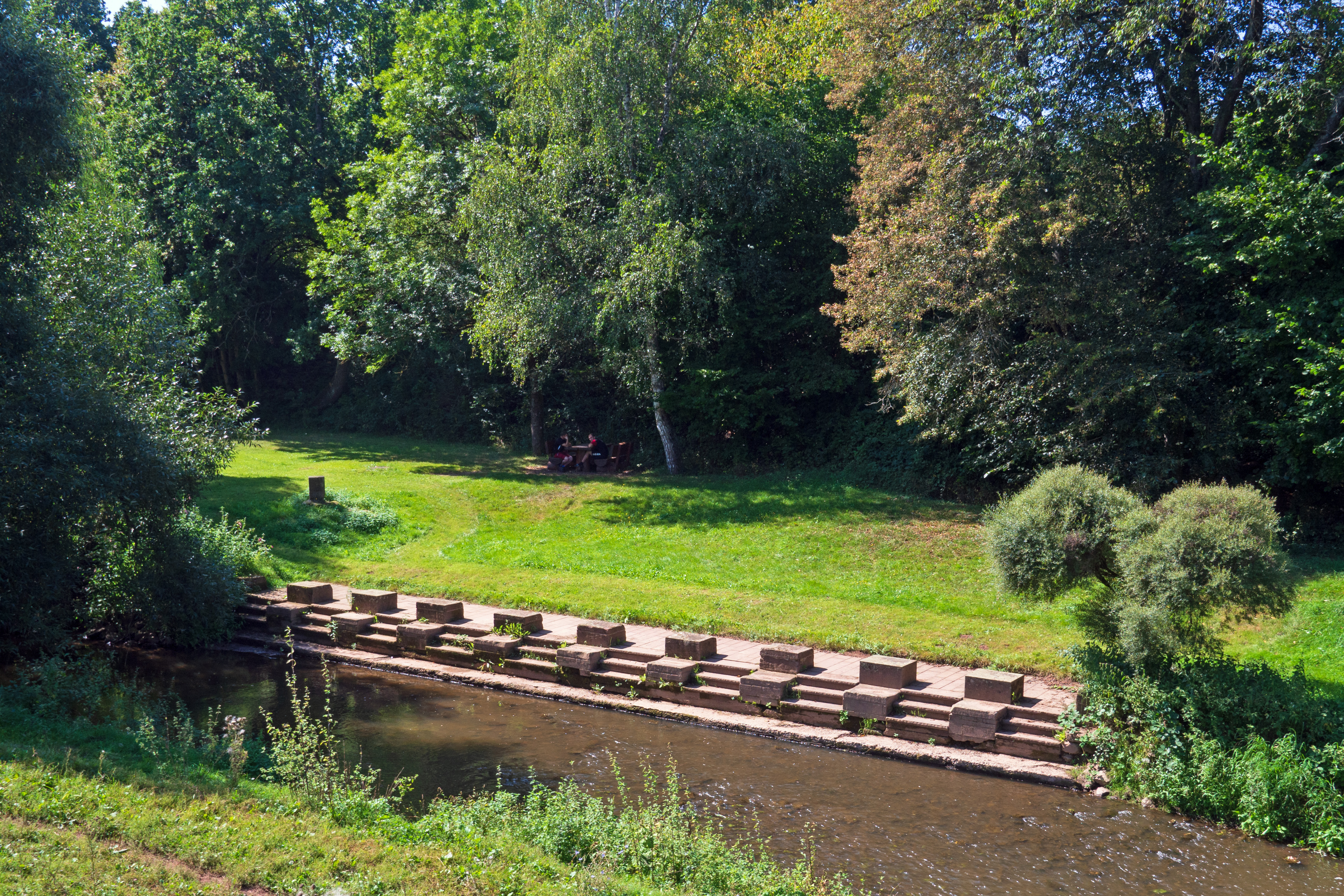
Waschtreppe Nanzdiezweiler, Ansicht von Nordosten

Die Schüler aus Nanzdiezweiler besuchten zunächst Schulen in den Nachbarorten. erst 1868 erhielt der Ort eine eigene Schule. Obwohl sie eigentlich eine konfessionell gemischte „Gemeinschaftsschule“ war, war sie offiziell eine katholische Schule. Mitten im Ersten Weltkrieg entstand ein weiteres Schulhaus, das für die evangelischen Schüler zuständig war. Inzwischen ist für die gesamte Ortsgemeinde Nanzdietschweiler die Grundschule im Ortsteil Dietschweiler zuständig.
Mit einer Mühle und einer Waschanlage, die sich beide unmittelbar am Glan befinden, existieren im Ort zudem drei Kulturdenkmäler.

## Verkehr
1904 erhielt der Nachbarort Dietschweiler mit Eröffnung der aus strategischen Gründen gebauten Glantalbahn Anschluss an das Eisenbahnnetz. Der entsprechende Bahnhof hieß zunächst Dietschweiler-Nanzweiler und ab 1912 Dietschweiler. Von Nanzdiezweiler aus war er die nächstgelegene Bahnstation. Der Personenverkehr endete 1981, seither ist der Bahnhof Glan-Münchweiler der nächstgelegene Bahnhalt.